# Bresle (Somme)
Bresle é uma comuna francesa na região administrativa de Altos da França, no departamento de Somme. Estende-se por uma área de 3,54 km². Em 2010 a comuna tinha 127 habitantes (densidade: 35,9 hab./km²).